# Парламентские выборы в Испании (1967)
Парламентские выборы в Испании 1967 года прошли 10 октября и стали первыми выборами, проведёнными в Испании после 1936 года и первыми выборами во время диктатуры Франсиско Франко В ходе выборов испанские граждане избрали 102 из 564 членов Испанских кортесов — законодательного собрания франкистской Испании.

## Проведение выборов
Чтобы иметь право голоса, граждане должны быть главами семей, замужними женщинами или вдовами. Чтобы стать кандидатом, граждане должны родиться в провинции, в которой они баллотируются, проживать в ней не менее семи лет начиная с 14-летнего возраста, иметь поддержку 1000 избирателей из 0,5 процента населения провинции и быть членом единственной испанской партии — Национального движения.
По два члена Кортесов были избраны от каждой провинции, в том числе от Фернандо-По, Рио-Муни и Испанской Сахары; Сеута и Мелилья избрали по одному депутату. Остальные места заняли депутаты, назначенные правительством Испании.
Кампания по выборам проходила две недели, собрания не могли длиться более двух часов. Кандидатам не оказывалась материальная помощь, а подписки и сборы от их имени запрещались. Всего было выдвинуто 327 кандидатов, которые в основном принадлежали к зажиточным классам или умеренным фалангистским кругам.

## Результаты

Распределение мест среди партий:
Национальное движение: 564

Право голоса имели 16,5 млн человек, из которых в голосовании приняли участие 64,3 %. Самая высокая явка была зафиксирована в Бургосе и Авиле (около 80 %) и в Мадриде, где на два места претендовали 13 кандидатов. Наименьшей явкой отличились регионы с сепаратистскими и республиканскими традициями, такие как Барселона (менее 50 %), Сан-Себастьян в Стране Басков (33 %) и Астурия (30 %).
Итоги выборов в Испанские кортесы 10 октября 1967 года
| Партия                              | Партия                                         | Лидер                   | Голоса     | %    | Места | +/- |
| ----------------------------------- | ---------------------------------------------- | ----------------------- | ---------- | ---- | ----- | --- |
|                                     | Национальное движение исп. Movimiento Nacional | Франсиско Франко        | н/д        | н/д  | 102   | н/д |
|                                     |                                                |                         |            |      |       |     |
| Зарегистрировано / Явка             | Зарегистрировано / Явка                        | Зарегистрировано / Явка | 16 500 000 | 64,3 | 102   |     |
|                                     |                                                |                         |            |      |       |     |
| Источник: Inter-Parliamentary Union |                                                |                         |            |      |       |     |